# Monero
Monero (XMR) è una criptovaluta creata nell'aprile 2014 che si focalizza sulla privacy, la decentralizzazione, la scalabilità e sulla fungibilità. Il suo primo nome è stato BitMonero per poi divenire semplicemente Monero che in esperanto significa moneta.

## Caratteristiche
A differenza di molte altre criptovalute derivate da Bitcoin, Monero si basa sul protocollo CryptoNote.
L'architettura modulare del codice di Monero è stata elogiata da Wladimir J. van der Laan, un manutentore di Bitcoin Core. Monero si basa essenzialmente su tre diverse tecnologie che vanno ad offuscare le due entità che partecipano nella transazione e l'ammontare inviato. 
Dal 30 Novembre 2019 è cambiato l'algoritmo di mining di Monero da CryptoNight R a RandomX per garantire la resistenza agli ASIC. RandomX permette a tutti i processori di contribuire alla sicurezza di Monero.

## Privacy
A differenza di Bitcoin e della maggior parte delle criptovalute, tutti i dettagli delle transazioni di Monero sono offuscati.
Gli indirizzi degli utenti che inviano Monero sono protetti attraverso ring signatures, mentre gli indirizzi degli utenti che ricevono la transazione vengono nascosti con stealth addresses, e la quantità della transazione viene nascosta con RingCT.

## Mercato
Monero ha avuto una rapida crescita di capitalizzazione di mercato (da 5 milioni US$ a 5 miliardi US$ )  e per volume di transazioni durante il 2016, in parte dovuta all'adozione da parte dei più grandi mercati Darknet, tra cui AlphaBay e Oasis Market.